# 木山村 (岡山県)
木山村（きやまそん）は、岡山県真庭郡にあった村。現在の真庭市鹿田、木山、下方、日野上に当たる。

## 歴史
- 1901年（明治34年）4月1日 - 真庭郡鹿田村、下方村が合併して、木山村となる。
- 1955年（昭和30年）1月1日 - 木山村が真庭郡落合町（2代）、川東村、河内村、津田村、美川村と合併し、落合町（3代）となる。木山村は廃止。

## 大字
現在はすべて真庭市の大字となっている。
- 鹿田（かった） 〒719-3152
- 木山（きやま） 〒719-3142
- 下方（しもがた） 〒719-3155
- 日野上（ひのうえ） 〒719-3146